# Saldo primario
Il saldo primario, nella contabilità nazionale, è la differenza tra le entrate e le spese delle amministrazioni pubbliche, escluse le spese per interessi passivi.

## Nel mondo

### Italia
Il settore, nelle amministrazioni pubbliche italiane, è suddiviso in tre sottosettori:
- amministrazioni centrali che comprendono l'amministrazione dello Stato in senso stretto (i ministeri) e gli organi costituzionali; gli enti centrali con competenza su tutto il territorio del Paese (ANAS, Cri, CONI, CNR, Istat, Isae eccetera);
- amministrazioni locali che comprendono gli enti pubblici la cui competenza è limitata a una sola parte del territorio. Sono compresi: le Regioni; gli enti pubblici territoriali, ossia le Province e i Comuni; le Aziende sanitarie locali; gli enti pubblici economici e non economici; gli enti culturali e di assistenza, le camere di commercio, le università, gli EPT eccetera;
- enti di previdenza che comprendono le unità istituzionali centrali e locali la cui attività principale consiste nell'erogare prestazioni sociali finanziate attraverso contributi generalmente a carattere obbligatorio (Inps, Inail eccetera)» (Istat, Annuario statistico italiano 2011,[2] e le loro spese al netto degli interessi corrisposti sul debito pubblico.

| anno | % del PIL |
| ---- | --------- |
| 2006 | +1,3      |
| 2007 | +3,5      |
| 2008 | +2,5      |
| 2009 | -0,6      |
| 2010 | -0,1      |
| 2011 | +1,0      |
| 2012 | +2,5      |
| 2013 | +2,0      |
| 2014 | +1,6      |
| 2015 | +1,5      |
| 2016 | +1,4      |
| 2017 | +1,4      |
| 2018 | +1,6      |

## Modalità di calcolo
Se tale differenza è negativa, ovvero se le spese (escluse quelle per interessi) superano le entrate, si parla di disavanzo primario, altrimenti si parla di avanzo primario. Formalmente, quindi:
{\displaystyle SP=T-G}
dove SP è il saldo primario, T le entrate (prevalentemente le imposte e i contributi sociali), G le spese al netto degli interessi. Se {\displaystyle T=G} si è invece in situazione di pareggio di bilancio.
Se al saldo primario si aggiungono le spese per gli interessi sul debito pubblico, si ottiene il saldo del conto economico delle amministrazioni pubbliche, detto accreditamento (se positivo) o indebitamento (se negativo) netto, o anche, rispettivamente, surplus o avanzo pubblico, oppure deficit o disavanzo pubblico.
Ad esempio, il conto economico delle amministrazioni pubbliche presentava nel 2015 le seguenti voci principali:
|                                              | milioni di euro | % del PIL |
| -------------------------------------------- | --------------- | --------- |
| Entrate complessive (a)                      | 784.041         | 50,7      |
| Uscite complessive (b)                       | 826.429         | 53,4      |
| Spese per interessi passivi (c)              | 68.440          | 4,4       |
| Uscite al netto degli interessi (d=b-c)      | 757.989         |           |
| Avanzo (+) o Disavanzo (-) primario (a-d)    | +26.052         | +1,7      |
| Accreditamento (+) o Indebitamento (-) (a-b) | -42.388         | -2,7      |